# 芬蘭郵政
芬蘭郵政是芬兰最大的邮件服務商，芬兰政府是该公司的唯一股东。芬蘭郵政总部位于赫尔辛基。芬蘭郵政已有將近400年的历史。 
芬蘭郵政在2016年的净销售额达16.47亿欧元。在公司的净销售额中，约96%来自企业和组织客戶。芬蘭郵政拥有20,300名员工。  
芬蘭郵政業務擴展到至少11个国家和地區，包括芬兰、俄罗斯、瑞典、挪威、爱沙尼亚、拉脱维亚、立陶宛、波兰、德国、瑞士和美国。